# Akademisch
Das Wort akademisch leitet sich vom Namen des antiken griechischen Helden Akademos ab. Heute hat es mehrere Bedeutungen. So bezeichnet es in der Regel Lehr- und Forschungsaktivitäten an Hochschulen, seltener Tätigkeiten an Akademien.
Außerdem wird als akademische Frage ein Problem bezeichnet, dessen Lösung nur eine geringe oder keine praktische Relevanz besitzt.
Die verschiedenen Bedeutungen des Begriffs „akademisch“ sei an einigen typischen Beispielen gezeigt:
1. akademische Lehre – Lehre durch die Hochschulen im tertiären Bildungsbereich (diese verleihen akademische Grade)  – im Gegensatz zu Berufsakademien, Fach- und anderen Schulen
2. akademische Forschung – im Gegensatz etwa Industrieforschung
3. akademischer Grad – zu den bekanntesten gehören Diplome wie Diplom-Ingenieur oder Diplom-Kaufmann, Magister, Master, Bachelor oder Doktor
4. akademische Feier – zur Verleihung von Diplomen und Auszeichnungen, meist im Beisein des Rektors, seines Vertreters und hoher Beamter – zur Promotion, Sponsion, Verleihung von Ehrendoktorwürden; auch: spezielle Form eines Festes zum Beispiel von Vereinen oder Institutionen
5. akademische Studentenverbindungen – Vereinigungen von Studenten und Absolventen
6. akademisches Viertel – eine Viertelstunde „verspäteter“ Beginn einer Lehrveranstaltung, ursprünglich als Wegzeit zwischen verstreut liegenden Instituten gedacht (siehe akademische Zeitangabe)
7. weitere spezielle Rechte, Pflichten und Bräuche der angehenden und diplomierten Akademiker
8. als Akademische Kunst eher kritisch im Sinne einer etwas verschulten und konservativen Formensprache
9. akademische Freiheit – ein Begriff, der eine Reihe von Freiheiten und die dazugehörige Verantwortung für die Hochschulen, ihre Lehrer, die Hochschulverwaltung und die Studenten beinhaltet.